# Hungry Heart: Wild Striker
Hungry Heart: Wild Striker (jap. ハングリーハート WILD STRIKER, Hangurī Hāto Wild Striker) ist ein Fußball-Manga des japanischen Zeichners Yōichi Takahashi. Er lässt sich dem Shōnen-Genre zuordnen und wurde auch als Anime-Serie verfilmt.

## Handlung
Der Junge Kyōsuke Kanō (叶 恭介) steht jahrelang im Schatten seines Bruders Seisuke Kanō (叶 成介), da dieser beim AC Mailand unter Vertrag steht. Von Selbstzweifeln geplagt entscheidet sich Kyōsuke, dem Fußball den Rücken zu kehren und seinen Tag mit Besuchen in der Karaokebar zu verbringen. Doch ein Vorfall in der Stadt und die Begegnung mit dem Mädchen Miki sorgen für die Wende in seinem Leben. Er beginnt in dem Team seiner Schule Jōyo Akanegaoka zu spielen und begegnet dort dem eigensinnigen Austauschschüler Rodrigo, einem Brasilianer, und dem europäischen Torwart Sakai. Da ist Ärger natürlich vorprogrammiert, dennoch entwickelt sich dieses Trio nach einer Zeit zum Herz der Mannschaft.

## Veröffentlichung
Der Manga erschien von 2002 bis 2004 in Einzelkapiteln im Manga-Magazin Shōnen Champion des Akita-Shoten-Verlags. Diese Einzelkapitel wurden auch in fünf Sammelbände zusammengefasst.
Eine französische Fassung des Mangas erschien bei Asuka Comics, eine spanische bei Editorial Ivréa in Argentinien. Star Comics veröffentlichte eine italienische Übersetzung.

## Anime
Nippon Animation produzierte 2002 zum Manga eine 52-teilige Anime-Serie, bei der Satoshi Saga Regie führte. Die Serie wurde vom 11. September 2002 bis zum 10. September 2003 auf dem japanischen Fernsehsender Fuji TV ausgestrahlt. Später folgten Wiederholungen durch Animax. Dieser Sender strahlte den Anime auch auf Englisch in Südostasien aus. Außerdem wurde er unter anderem ins Spanische, Italienische und Tagalog übersetzt.
Ein Sponsor der Fernsehserie war der AC Mailand.

### Synchronisation
| Rolle                | japanischer Sprecher (Seiyū) |
| -------------------- | ---------------------------- |
| Kyōsuke Kanō         | Kōsuke Toriumi               |
| Seisuke Kanō         | Takehito Koyasu              |
| Rodrigo              | Katashi Ishizuka             |
| Kōji Sakai Jefferson | Masaya Takatsuka             |

### Musik
Die Musik der Serie stammt von Nobuyuki Nakamura. Für die Vorspanne verwendete man die Lieder 2nd Stage von Kids Alive und Kiseki no Tsubasa von Natsuki Kato. Die Abspanne wurden unterlegt mit Mi Title von Utaibito Hane und Tell Tell Bōzu und Watashi no Taiyō von Kokia.

## Rezeption
Die MangasZene nennt deutliche stilistische Ähnlichkeiten des Animes zu Super Kickers 2006 – Captain Tsubasa, eine andere Serie um Fußballer, die zuvor vom gleichen Studio produziert wurde. Deren Vorlage stammt ebenso von Yōichi Takahashi. Doch beide Manga-Serien unterscheiden sich im Stil deutlich, was für Hungry Heart nicht von Nachteil sei. Die Handlung sei keinesfalls ein „Neuaufguss“ von Captain Tsubasa: „Die Charaktere sind erfrischend anders und mit weit mehr Fehlern behaftet. Dadurch gibt es Raum für Persönlichkeitsentwicklung und Spannung auch abseits des Spielfeldes“.